# Хари Стајлс
Хари Едвард Стајлс (енгл. Harry Edward Styles; Редич, 1. фебруар 1994) британски је певач, текстописац и глумац. Каријеру је започео 2010. као члан групе One Direction.

## Детињство
Рођен је у Редичу, у Енглеској, 1. фебруара 1994. године, а одрастао је у Холмс Чапелу. Поред школе, радио је у пекари. Родитељи, Ен Твист и Десмонд Стајлс, развели су се када је Хари имао седам година. Након тога је живео са мајком, очухом Робином, полубратом и сестром Џемом. Kao дете волео је да пева, а узори су му били Елвис Пресли и британски бенд Битлси. Био је главни певач у школском бенду Вајт Ескимо.

## Музичка каријера

### 2010—2015: One Direction
Хари Стајлс се 2010. године на предлог мајке пријавио за британски музички талент шоу X фактор. Иако је на аудицију дошао као самостални извођач и био прихваћен, у другом кругу је стављен у групу са још четири извођача (Зејн Малик, Луј Томлинсон, Најл Хоран, Лијам Пејн) који сви заједно нису прошли самостално. Никол Шерзингер, гостујућа чланица жирија, и Сајмон Кауел, стални члан жирија, тврдили су, сваки понаособ, за себе, да је формирање бенда била управо њихова идеја. На предлог Харија, бенд је добио назив Ван дирекшон (енгл. One Direction), у преводу Један правац. У X фактору нису победили, заузели су треће место крајем 2010. године, али су постали вероватно, поред групе Литл Микс, највеће име које је произишло из те франшизе. Више листи сврстава Ван дирекшон у највеће бој бендове икада.
Хари Стајлс је са члановима бенда издао пет успешних албума (Up All Night (2011), Take Me Home (2012), Midnight Memories (2013), Four (2014), Made in the А.М. (2015)), документарни филм (One Direction: This is Us), ишао на светске турнеје и освојио низ награда. Из бенда је 2015. године изашао Зејн Малик, који је процењиван најбољим вокалистом, док се остатак бенда држао на окупу до јануара 2016. године. Ван дирекшон је продао око 7,6 милиона албума и 26 милиона синглова у САД, освојио седам БРИТ награда, седам Америчких музичких награда, 6 Билбордових и 4 МТВ награда, између осталог.

Хари Стајлс је учествовао у писању песама за групу, а у коауторству је написао песму Just a Little Bit of Your Heart за Аријану Гранде за албум My Everything (2014) .

### 2016—данас: соло каријера
Хари Стајлс је маја 2016. године основао сопствену музичку кућу Ерскин (енгл. Erskine Records), јуна месеца потписао уговор као самостални извођач са Коламбија рекордс (енгл. Columbia Records) и током године је снимао албум. Први самостални сингл Sign of Times издао је 7. априла 2017. године, док је сам албум, назван "Harry Styles", изашао наредног месеца. Албум је урађен под великим утицајем благог рока седамдесетих година. Водећи сингл "Sign of Times" доспела је на 1. место BBC листе синглова (UK Singles Chart) и место број 4 на Билбордовој листи 100 најбољих (Billboard Hot 100). Часопис Rolling Stone прогласио је песму као најбољу у 2017. години, а њен музички спот освојио је Брит награду за најбољи британски видео ( Brit Award for British Video of the Year). Хари је издао још два сингла: Two Ghosts и Kiwi и за албум је добио углавном добре критике. Албум је био укључен у неколико листи најбољих албума 2017. године. О процесу његовог писања и снимања говори се у филму Harry Styles: Behind the Album који је изашао истог месеца када и албум. Уследила је турнеја Harry Styles: Live on Tour по Северној и Јужној Америци, Европи, Азији и Аустралији, која је трајала од септембра 2017. до јула 2018. године.
Хари Стајлс је учествовао у писању свих 10 песама на свом првом албуму. Такође, написао је у коауторству песму Someday за албум Мајкла Бублеа Nobody but Me (2016) и песму Alfie's Song (Not So Typical Love Song) групе Бличерс за музички албум који је пратио филм С љубављу, Сајмон.
Хари Стајлс је у децембру 2019. године избацио свој други албум, под називом "Fine Line". Са шест синглова - "Lights up", "Adore You", "Falling", "Watermelon Sugar", "Golden" и "Treat People with Kidness" албум је доспео на 2.место BBC листе албума (UK Albums Chart) и на 1.место Билбордове листе 200 (Billboard 200). Тако је албум убрзо доспео на 1.место у Америци и постао један од најпродаванијих албума у том периоду. Албум је добио низ награда, укључујући: Греми награду за најбољу поп соло изведбу (Grammy Award for Best Pop Solo Performance), Брит награду за британски сингл године (Brit Award for British Single of the Year), Америчку музичку награду за Омиљени поп/рок албум (American Music Award for Favorite Pop/Rock Album),...Албум је био номинован за: Греми награду за најбољи музички видео (Grammy Award for Best Music Video), Греми награду за најбољи поп вокал албум (Grammy Award for Best Pop Vocal Album), Брит награду за британски албум године (Brit award for British Album of the Year),...Његова песма "Watermelon Sugar" је неколико недеља била на 1.месту Билбордове листе 100 најбољих (Billboard Hot 100). Албум је 2020. године доспео на листи Rolling Stone магазина, као један од 500 најбољих албума свих времена (500 Greatest Albums Of All Time). Хари Стајлс је у децембру 2020. године обележио историју, тако што је постао први мушкарац који се појавио на насловној страни часописа Vogue у Америци, након 127 година.

## Филм
Хари Стајлс је дебитовао у играном филму Денкерк Кристофера Нолана, који је изашао у биоскопе јула 2017. године. Глумио је у угледној екипи коју су чинили поред осталих Кенет Брана, Килијан Марфи, Марк Риленс и Том Харди. Стајлс је играо британског војника Алекса, који је заједно са осталима чекао на евакуацију из опкољене луке Денкерк, добивши похвале за глуму од редитеља Кристофера Нолана и критичара. Дејли Телеграф је глуму означио бистром, уверљивом и неочекивано складном.
Хари Стајлс је есклузивни продуцент CBS серије Заједно срећни (енгл. Happy Together) из 2018. године, која је инспирисина временом када је Стајлс живео са телевизијским продуцентом Беном Винстоном.

## Приватни живот
Као члан бој бенда Хари је стекао велику популарност, посебно међу тинејџеркама. Био је у вези са више познатих девојака као што су Каролајн Флек Тејлор Свифт, модели Викторије Сикрет Кендал Џенер, Нејдин Леополд, Сара Сампајо, Камила Ро. Веза са Тејлор Свифт, од јесени 2012. до јануара 2013, изазвала је доста пажње, посебно због песама двоје извођача које су биле инспирисане једно другим.
Хари Стајлс је један од најбогатијих младих музичара Велике Британије. На листи Сандеј Тајмса (енгл. Sunday Times Rich List) из маја 2019. године заузео је 2. место међу најбогатијим музичарима испод 30 година са процењеном имовином у вредности од око 58 милиона фунти.
Бави се филантропијом и друштвеним активизмом.

## Дискографија
Као део бенда One Direction
Албуми:
- Up All Night (2012)
- Take Me Home (2012)
- Midnight Memories (2013)
- Four (2014)
- Made in the A.M. (2015)[12]

Соло каријера
Албуми:
- Harry Styles (2017)[47]
- Fine Line (2019)
- Harry’s House (2022)

## Филмографија
| Година | Назив                                          | Улога           | Напомена                  |
| ------ | ---------------------------------------------- | --------------- | ------------------------- |
| 2013   | One Direction: This Is Us                      | Хари Стајлс     | документарац              |
| 2014   | One Direction: Where We Are – The Concert Film | Хари Стајлс     | филм концерта             |
| 2017   | Harry Styles: Behind the Album                 | Хари Стајлс     | документарац              |
| 2017   | Денкерк                                        | Алекс           |                           |
| 2021   | Вечни                                          | Ерос / Старфокс | сцена после одјавне шпице |
| 2022   | Не брини, драга                                | Џек Чемберс     |                           |
| 2022   | Мој полицајац                                  | Том Берџес      |                           |

| Година | Наслов                        | Улога                      | Напомена                                                |
| ------ | ----------------------------- | -------------------------- | ------------------------------------------------------- |
| 2012.  | iCarly                        | Хари Стајлс                | епизода: "iGo One Direction"                            |
| 2017.  | Saturday Night Live           | Хари Стајлс (музички гост) | епизода: "Џими Фејлон /Хари Стајлс"                     |
| 2017.  | Хари Стајлс у BBC             | Хари Стајлс                | телевизијска епизода                                    |
| 2017   | Вечерњи шоу са Џејмс Корденом | Хари Стајлс (домаћин)      | епизода: "Овен Вилсон/Џејн Краковски/Џоел Едгертон/Сил" |
| 2018   | Happy Together                | Н/Д                        | екслузивни продуцент                                    |

### Видеографија
| Спот                         | Година | Режисер                |
| ---------------------------- | ------ | ---------------------- |
| Sign of the Times            | 2017   | Woodkid                |
| Kiwi                         | 2017   | Us                     |
| Lights Up                    | 2019   | Винсент Хејкук         |
| Adore You                    | 2019   | Дејв Мејерс            |
| Falling                      | 2020   | Дејв Мејерс            |
| Watermelon Sugar             | 2020   | Бредли,Пабло           |
| Golden                       | 2020   | Бен Тарнер,Гејб Тарнер |
| Treat People With Kindness   | 2021   | Бен Тарнер,Гејб Тарнер |
| As It Was                    | 2022   | Тану Муино             |
| Late Night Talking           | 2022   |                        |
| Music For a Sushi Restaurant | 2022   | Aube Perrie            |
| Satelite                     | 2023   | Aube Perrie            |
| Daylight                     | 2023   | Тану Муино             |

## Награде
Хари Стајлс је сам добио 48 награда од укупно 123 номинација.
| Година | Награда                                       | Категорија | Номинација                                                        | Резултат   |
| ------ | --------------------------------------------- | --- | ----------------------------------------------------------------- | ---------- |
| 2012   | Capricho Awards                               | Међународни фрајер године | Хари Стајлс                                                       | Освојио    |
| 2013   | JIM Awards                                    | Фрајер године | Хари Стајлс                                                       | Номинован  |
| 2013   | ''MTV Europe Music Awards''                   | Најбољи изглед | Хари Стајлс                                                       | Освојио    |
| 2013   | Nickelodeon Australian Kids' Choice Awards    | Омиљени аустралијски фрајер | Хари Стајлс                                                       | Номинован  |
| 2013   | Teen Choice Awards                            | Choice Male Hottie Најлепши осмех | Хари Стајлс                                                       | Освојио    |
| 2013   | British Fashion Awards                        | Најбољи британски стил | Хари Стајлс                                                       | Освојио    |
| 2013   | MTV Millennial Awards                         | Познати без филтера на Истаграму | Хари Стајлс                                                       | Освојио    |
| 2013   | Nickelodeon Australian Kids' Choice Awards    | Aussies' Fave Hottie | Хари Стајлс                                                       | Номинован  |
| 2013.  | NME Awards                                    | Злоћа године | Хари Стајлс                                                       | Освојио    |
| 2014   | JIM Awards                                    | Најбоље обучен | Хари Стајлс                                                       | Освојио    |
| 2014   | ''iHeartRadio Music Awards''                  | Инстаграм награда | Хари Стајлс                                                       | Номинован  |
| 2014   | ''МTV Italian Music Awards''                  | Најбољи изглед | Хари Стајлс                                                       | Номинован  |
| 2014   | ''Teen Choice Awards''                        | Најлепши осмех | Хари Стајлс                                                       | Освојио    |
| 2014   | MTV Millennial Awards                         | Светска инстаграм звезда | Хари Стајлс                                                       | Номинован  |
| 2014.  | BMI London Awards                             | Поп награда | Story of My Life                                                  | Освојио    |
| 2014.  | Nickelodeon Kids' Choice Awards               | Aussies' Fave Hottie | Хари Стајлс                                                       | Освојио    |
| 2014.  | NME Awards                                    | Злоћа године | Хари Стајлс                                                       | Освојио    |
| 2015.  | NME Awards                                    | Злоћа године | Хари Стајлс                                                       | Освојио    |
| 2016.  | BMI London Awards                             | Pop Award | Perfect                                                           | Освојио    |
| 2016.  | BMI London Awards                             | Pop Award | Night Changes                                                     | Освојио    |
| 2016.  | Teen Choice Awards                            | Одабир најпривлачнијег мушкарца | Хари Стајлс                                                       | Освојио    |
| 2017.  | ARIA Music Awards                             | Најбољи интернационални уметник | Хари Стајлс                                                       | Освојио    |
| 2017.  | BBC Music Awards                              | Хари Стајлс | Извођач године                                                    | Номинован  |
| 2017.  | Capricho Awards                               | Интернационални уметник Интернационална симпатија Интернационална икона стила                                                                            | Хари Стајлс                                                       | Номинован  |
| 2017.  | Critics' Choice Movie Awards                  | Најбоља глумачка екипа | Денкерк                                                           | Номинован  |
| 2017.  | LOS40 Music Awards                            | Интернационални албум године Интернационални нови извођач Lo+40 Artist                                                                                   | Хари Стајлс                                                       | Номинован  |
| 2017.  | MTV Europe Music Awards                       | Најбољи изглед | Хари Стајлс                                                       | Номинован  |
| 2017.  | MTV Video Music Awards                        | Најбољи поп видео Најбољи визуелни ефекти | Sign of the Times                                                 | Номинован  |
| 2017.  | Meus Prêmios Nick                             | Омиљени интернационални хит Омиљени интернационални спот                                                                                                 | Sign of the Times                                                 | Номинован  |
| 2017.  | NRJ Music Awards                              | International Breakthrough of the Year | Хари Стајлс                                                       | Номинован  |
| 2017.  | Rockbjörnen                                   | Најбоља страна песма године | Sign of the Times                                                 | Номинован  |
| 2017.  | Teen Choice Awards                            | Одабрана филмска звезда која се пробила Одабрани привлачни мушкарца Одабрана песма: мушки извођач Одабрани мушки извођач лета Одабрани мушки глумац лета | Хари Стајлс                                                       | Номинован  |
| 2017.  | Teen Choice Awards                            | Одабрани мушки извођач Одабрани рок извођач Одабрана икона стила                                                                                         | Хари Стајлс                                                       | Освојио    |
| 2017.  | Washington D.C. Area Film Critics Association | Најбоља екипа | Денкерк                                                           | Номинован  |
| 2017.  | Teen Choice Awards                            | Одабрани мушки извођач | Хари Стајлс                                                       | Освојио    |
| 2018.  | BMI London Awards                             | Поп награда | Хари Стајлс                                                       | Освојио    |
| 2018.  | BreakTudo Awards                              | Најбоља летња турнеја | Harry Styles: Live on Tour                                        | Номинација |
| 2018.  | Brit Awards                                   | Нaјбољи спот британског извођача Sign of the Times | Sign of the Times                                                 | Освојио    |
| 2018.  | GAFFA Awards                                  | 1. Интернационални албум године 2. Интернационални соло уметник године                                                                                   | 1.Harry Styles 2. Хари Стајлс                                     | Номинован  |
| 2018.  | iHeartRadio Music Awards                      | 1. Најбоља обрада 2. Најбоља музички спот | 1. The Chainгрупе Fleetwood Mac 2. Sign of the Times              | Освојио    |
| 2018.  | iHeartRadio Music Awards                      | Најбољи соло извођач који се пробио | Хари Стајлс                                                       | Номинован  |
| 2018.  | Myx Music Awards                              | Омиљени интернационални видео | Sign of the Times                                                 | Номинован  |
| 2018.  | National Film Awards UK                       | Најбоља пробијајућа изведба Најбољи нови уметник | Хари Стајлс                                                       | Номинован  |
| 2018.  | Nickelodeon Kid's Choice Awards               | Најбољи пробијајући уметник | Хари Стајлс                                                       | Номинован  |
| 2018.  | People's Choice Awards                        | Звезда стила | Хари Стајлс                                                       | Освојио    |
| 2018.  | Pollstar Awards                               | Поп турнеја године Најбољи нови уметник | Хари Стајлс                                                       | Номинован  |
| 2018.  | Rockbjörnen                                   | Концерт године | Harry Styles: Live on Tour                                        | Номинован  |
| 2018.  | Silver Clef Awards                            | Најбоља изведба уживо | Хари Стајлс                                                       | Освојио    |
| 2018.  | Teen Choice Awards                            | 1. Икона стила 2. Летња турнеја | 1. Храи Стајлс 2.Harry Styles: Live on Tour                       | Освојио    |
| 2019.  | iHeartRadio Music Awards                      | Најбоља обрада песме | You're Still the One Шанаје Твејн                                 | Освојио    |
| 2019.  | People's Choice Awards                        | Звезда стила | Хари Стајлс                                                       | Освојио    |
| 2019.  | Pollstar Awards                               | 1. Најбољи нови уметник 2. Најбоља поп турнеја | 1.Хари Стајлс 2.Harry Styles: Live on Tour                        | Номинован  |
| 2020.  | American Music Awards                         | Омиљени поп/рок албум | Fine Line                                                         | Освојио    |
| 2020.  | ARIA Music Awards                             | Најбољи интернационални уметник | Хари Стајлс                                                       | Освојио    |
| 2020.  | Billboard Music Awards                        | Билборд постигнуће | Хари Стајлс                                                       | Освојио    |
| 2020.  | Brit Awards                                   | 1. Британски албум године 2. Британски мушки уметник године                                                                                              | 1.Fine Line 2. Хари Стајлс                                        | Номинован  |
| 2020.  | Danish Music Awards                           | Интернационални албум године | Fine Line                                                         | Номинован  |
| 2020.  | Global Awards                                 | Најбоља песма | Adore You                                                         | Освојио    |
| 2020.  | Global Awards                                 | Најбољи мушки уметник | Хари Стајлс                                                       | Номинован  |
| 2020.  | LOS40 Music Awards                            | 1. Најбољи интернационални албум 2. Интернационални уметник године                                                                                       | 1.Fine Line 2. Хари Стајлс                                        | Номинован  |
| 2020.  | MTV Europe Music Awards                       | Најбољи уметник Најбољи поп Најбоља британска и ирска изведба                                                                                            | Хари Стајлс                                                       | Номинован  |
| 2020.  | MTV Video Music Awards                        | 1. Најбољи уметнички правац 2. Најбољи правац 1. Најбољи визуелни ефекти 2. Песма лета                                                                   | 1.Adore You 2.Adore You 3.Adore You 4.Watermelon Sugar            | Номинован  |
| 2020.  | MTV Millennial Awards Brazil                  | 1. Глобални хит 2. Фандом године | 1.Watermelon Sugar 2. Хари Стајлс                                 | Номинован  |
| 2020.  | Music Week Awards                             | Уметникова кампања | Хари Стајлс и Columbia Records                                    | Освојио    |
| 2020.  | Nickelodeon Mexico Kids' Choice Awards        | Глобални хит | Watermelon Sugar                                                  | Номинован  |
| 2020.  | NRJ Music Awards                              | 1. Музички видео године 2. Интернационални мушки уметник године                                                                                          | 1.Watermelon Sugar 2. Хари Стајлс                                 | Номинован  |
| 2020.  | Rockbjörnen                                   | Страна песма године | Adore You                                                         | Номинован  |
| 2020.  | Variety Hitmaker Awards                       | Хитмејкер године | Хари Стајлс                                                       | Освојио    |
| 2021.  | APRA Music Awards                             | Најизвођенији интернационални рад | Adore You                                                         | Номинован  |
| 2021.  | Billboard Music Awards                        | 1. Топ радио песма 2. Најбољи извођач радио песама | 1.Adore You 2. Хари Стајлс                                        | Номинован  |
| 2021.  | Brit Awards                                   | Најбољи британски сингл | Watermelon Sugar                                                  | Освојио    |
| 2021.  | GAFFA Awards                                  | Интернационални хит године | Watermelon Sugar                                                  | Освојио    |
| 2021.  | Grammy Awards                                 | Најбоља поп соло изведба | Watermelon Sugar                                                  | Освојио    |
| 2021.  | Grammy Awards                                 | 1. Најбољи поп вокал албум 2. Најбољи музички видео | 1.Fine Line 2.Adore You                                           | Номинован  |
| 2021.  | Global Awards                                 | Најбољи мушки уметник | Хари Стајлс                                                       | Освојио    |
| 2021.  | Hungarian Music Awards                        | Најбољи поп вокал албум Страни поп/рок албум | Fine Line                                                         | Освојио    |
| 2021.  | iHeartRadio Music Awards                      | 1. Најбоља ковер песма 2. Најбољи текст песме | 1.Juice 2.Adore You                                               | Освојио    |
| 2021.  | iHeartRadio Music Awards                      | 1. Најбоља армија 2. Најбољи музички видео 1. Мушки уметник године 2. Најбоља песма године                                                               | 1.Хари Стајлс 2.Watermelon Sugar 3.Хари Стајлс 4.Watermelon Sugar | Номинован  |
| 2021.  | Juno Awards                                   | Интернационални албум године | Fine Line                                                         | Освојио    |
| 2021.  | MTV Millennial Awards                         | Глобални хит године | Golden                                                            | Освојио    |
| 2021.  | MTV Millennial Awards                         | Celebrity crush | Хари Стајлс                                                       | Номинован  |
| 2021.  | MTV Video Music Awards                        | Најбоља кореографија | Treat People with Kidness                                         | Освојио    |
| 2021.  | MTV Video Music Awards                        | Најбољи поп Најбољи едит | Treat People with Kidness                                         | Номинован  |
| 2021.  | Myx Music Awards                              | Омиљени интернационални видео | Watermelon Sugar                                                  | Номинован  |
| 2021.  | Nickelodeon Kids' Choice Awards               | Омиљени мушки уметник | Хари Стајлс                                                       | Номинован  |
| 2021.  | Nickelodeon Mexico Kids' Choice Awards        | Глобални хит | Golden                                                            | Номинован  |

## Галерија
- Хари Стајлс са члановима бенда уживо у Х фактору 2010. године
- Хари Стајлс 2012. године
- Ван дирекшон 2012. године
- Хари Стајлс, Луи Томилсон и Зејн Малик 2013. године
- Хари Стајлс, Лијам Пејн и Најал Хорaн у Грацу 2014. године
- Ван дирекшон на концерту у Шефилду, приликом турнеје, 2015. године
- Хари Стајлс на концерту у Шефилду, приликом турнеје On The Road Again групе Ван дирекшон, 2015. године
- Хари Стајлс на концерту у Шефилду, приликом турнеје On The Road Again групе Ван дирекшон, 2015. године
- Хари Стајлс приликом концерта Ван дирекшона у Чикагу 2015. године